# Торієві руди
Торієві руди
Основними торійвмісними мінералами є торит Th[SiO4], монацит (Се, La, Th…)[PО4], торіаніт ThO2 та ін. Крім цього, торій міститься як ізоморфна домішка в перовськіті, пірохлорі, фергусоніті, евксеніті, самарськіті та інших мінералах. 
Рідкіснометалічні родовища Th відомі в ендогенній, екзогенній і метаморфогенній серіях. Серед ендогенних утворень до торійвмісних належать деякі магматичні (Скандинавський щит), карбонатитові (Маунтін Пасс, США), пегматитові (Банкрофт, Канада), альбітитові (Джонс, Нігерія), гідротермальні (Стінкампськрааль, ПАР; Шаудерхорн, США і інш.) родовища. У серії екзогенних утворень домінують алювіальні, пролювіальні і особливо латеральні (прибережно-океанічні) як сучасні, так і древні розсипи торійвмісного монациту, що містять головні запаси цього металу. Серед метаморфогенних можуть бути згадані металоносні конґломерати, напр., Вітватерсранда (ПАР), в яких присутній ураноторит, або Еліот-Лейк (Канада) з торийвмісними бранеритом і монацитом.
Головні родовища торію представлені магматичним (карбонатити), пегматитовим, скарновим, гідротермальним, осадово-розсипним і метаморфічним типами. Найбільші родовища торію зосереджені в Індії (Траванкор), Цейлоні (Андхра), Австралії (Східне узбережжя), США (Палмер), Канаді (Балайнд Рівер), Нігерії (Райфіндгана), Кенії (Мріма) та ін. Світові запаси торієвих руд складають декілька сотень тисяч тонн.
Власне торієві родовища невідомі. Торій видобувають попутно при переробці комплексних руд рідких елементів, основна маса його укладена в прибережно-морських монацитових розсипах Австралії, Індії, Бразилії, Малайзії.